# Balloon Cement
Balloon Cement är det trettiosjätte studioalbumet av gitarristen Buckethead, och är den sjätte delen av Buckethead Pikes serien.
Albumet släpptes först genom itunes den 14 april, sedan blev den tillgänglig i CD-format genom pikes webbsidan den 17 maj. Albumet är 30 minuter och 5 sekunder långt vilket gör den till det kortaste albumet av buckethead hittills. Den är också en av Bucketheads mest experimentella album där han använder tunga effekter och plockharmonier. 

## Låtlista
| Nr           | Titel                | Längd |
| ------------ | -------------------- | ----- |
| 1.           | Balloon Cement       | 3:07  |
| 2.           | Red Water Colors     | 3:47  |
| 3.           | Transport Void       | 0:46  |
| 4.           | Thistle Museum       | 0:46  |
| 5.           | Alligator Eye Viewer | 1:59  |
| 6.           | Veil of Tinfoil      | 4:35  |
| 7.           | Chestplate           | 1:18  |
| 8.           | Vast Mound           | 2:06  |
| 9.           | Replacement Nail     | 4:12  |
| 10.          | Shatter Shell        | 5:02  |
| 11.          | Bridge to Borg       | 0:55  |
| 12.          | Evaporate            | 1:38  |
| Total längd: | Total längd:         | 30:05 |

## Lista över medverkande
- Producerad av Dan Monti
- Programmering och bas av Brewer
- Gitarr av Buckethead
- Konst av Frankenseuss